# Ségur-les-Villas

Ségur-les-Villas este o comună în departamentul Cantal, Franța. În 1 ianuarie 2022 avea o populație de 215 de locuitori.